# 贾塔拉
贾塔拉（Jatara），是印度中央邦Tikamgarh县的一个城镇。总人口15593（2001年）。

## 人口
该地2001年总人口15593人，其中男性8109人，女性7484人；0—6岁人口2831人，其中男1442人，女1389人；识字率56.61%，其中男性为65.21%，女性为47.29%。